# SecretNews
 (novembre 2019).
SecretNews est un site d'information parodique français à l'humour sombre et décalé. 
SecretNews prend comme base des informations véridiques ensuite tournées en dérision et poussées à l'extrême, partant du principe que les articles proposés sont si absurdes que tout lecteur « devrait comprendre au premier coup d’œil que c’est de l’intox ». Les articles de SecretNews sont pourtant régulièrement repris par des webzines, qui relaient les fausses informations comme étant des faits réels, et ce malgré le fait que SecretNews annonce clairement sur son site que tous ses articles sont satiriques.
De nombreux particuliers également ne prêtent pas attention à ce disclaimer et croient les informations écrites sur SecretNews. Comme l'a fait remarquer France24 dans son article sur l'affaire des mosquées gonflables, à la suite d'un canular de SecretNews : « malgré la blague flagrante, l’article [a été] partagé près de 6 000 fois » et a généré « 16 000 commentaires sur Facebook, souvent au premier degré ».
Après que SecretNews a publié l'article parodique d'une infirmière ayant échangé plus de 9 000 bébés dans une maternité, les décodeurs du journal Le Monde ont rapporté que « la rumeur s’est répandue sur plus d’une dizaine de sites qui ne sont pas parodiques, mais qui semblent peu préoccupés par la véracité de l’information ».

## Histoire
SecretNews a été lancé au départ comme une « blague ». En peu de temps, plusieurs articles ont eu un tel retentissement qu'ils ont dû être démentis par des journalistes de France TV Info (port du hijab par la police nationale), ou par l'AFP (mention de la religion rendue obligatoire sur la carte d'identité). 
SecretNews s'est fait un nom dans le domaine de la parodie après que son article « Ferrero rappelle 625 000 pots de Nutella contaminés au Lactalis » ait été partagé plus d'un demi-million de fois en 2017, forçant l'entreprise Ferrero à émettre un démenti.